# Початок (Фолаут)
Початок (The Beginning) — восьмий і завершальний епізод першого сезону американського серіалу «Фолаут». Епізод написано Гурсімраном Сандху, режисура Вейна Іпа. Перший показ відбувся 10 квітня 2024 року разом із рештою сезону.

## Зміст
У флешбеці Говард підслуховує за Барб і на свій жах дізнається, що керівництво «Vault-Tec» планує спровокувати ядерну війну. Барб пропонує використати сховища, щоб перечекати вимирання цивілізації на поверхні, а потім збудувати безконфліктне суспільство. Вона також пропонує найвидатнішим компаніям випробувати в кожному з понад 100 сховищ різні ідеї щодо влаштування ідеального суспільства та обрати потім найкращу.
Максимуса судять за доставлення фальшивої голови. Проте, керівник Братства високо оцінює здібності Максимуса та хоче скинути за його допомогою конкурентів. Максимус розповідає де справжня голова і туди надсилають штурмову групу.
Прийшовши до Сховища 31, Норм зустрічає там доглядача в вигляді мозку на роботизованій платформі. Доглядач показує численні капсули із замороженими менеджерами «Vault-Tec», серед яких були батько Норма та Бетті. Менеджери повинні періодично прокидатися, щоб очолювати Сховища 32 і 33 для підготовки населення до захоплення поверхні. Доглядач, проте, не дозволяє Норму покинути Сховище 31, натомість пропонує лягти у порожню капсулу його батька.
Люсі прибуває до колишньої обсерваторії Ґріффіта, а тепер табору Молдевер, де містяться залишки Республіки Нова Каліфорнія. Люсі віддає Молдевер голову Вілзіґа, в якій міститься мініатюрний пристрій холодного ядерного синтезу — джерело необмеженої енергії. Молдевер пояснює, що Генк був зі Сховища 31 і коли матір Люсі дізналася про його плани, то втекла з дітьми на поверхню, в Шейді-Сендс. Генк, вбачаючи в Республіці Нова Каліфорнія конкурента, знищив столицю за допомогою ядерної бомби та повернув Люсі до Сховища 33. Лише Генк знає код активації термоядерного синтезу і Люсі вмовляє батька ввести код.
Братство атакує базу Молдевер, Максимус возз'єднується з Люсі, і вона зрікається свого батька. Говард досягає того ж місця та розстрілює лицарів Братства, знаючи про вразливе місце їхньої броні. Генк намагається змусити Люсі повернутися з ним до Сховища 33, одягнувши покинуту силову броню. Але з'являється Говард і запитує де його родина. Генк, почувши це, тікає. Люсі розуміє, що здичавілий гуль біля Молдевер — це її мати, та добиває її. Говард пропонує Люсі супроводжувати його разом із CX404, аби переслідувати її батька.
Смертельно поранена Молдевер запускає реакцію термоядерного синтезу, щоб дає енергію для Лос-Анджелеса. Братство приписує вбивство Молдевер Максимусу та визнає його лицарем.
Згодом Генк прибуває до занедбаного Нью-Вегаса.

## Сприйняття та відгуки
Станом на квітень 2025 року на сайті «IMDb» серія отримала 8.9 бала підтримки з можливих 10 при 17053 голосах користувачів.
Люсі Менґан писала для «Ґардіан»: «Ця бездоганно зроблена, надзвичайно дотепна постапокаліптична драма — ще одна блискуча адаптація відеоігри. Це смішно, самобутньо та напружено — дивовижний баланс».
В огляді «Substack» Лесом Чаппелем зазначалося: «Серіалу Fallout вдалося досягти успіху в двох напрямах. Це шоу, яке доводить своє розуміння канону, від зовнішньої іконографії „Волт-Бой“ і силової броні до перекрученого почуття гумору, яке проходить через усе, що ні в якому разі не повинно бути смішним. Він відповідає підвищеній реальності оригінальних ігор. Серіалу вдається прокласти свій власний шлях через пустку, одразу створюючи відчуття особистості. Часто жорстока, часто кумедна, і вихваляючись багатством в кастингу, це має потенціал вилетіти на вищий рівень ігрових адаптацій.»
Джек Кінг для «Vulture» зазначав: «Це найгостріший епізод Fallout. Оскільки трагедії сучасності стикаються з більшими трагедіями минулого, особистими та цивілізаційними. Це про людину, яка стала монстром, 200 років переслідувана зрадою, яка буквально розірвала світ на частини. Це про батька, який вчинив жахливий вчинок заради того, що він вважав вищим благом. Це про доньку, чий світогляд зруйновано надто болючими одкровеннями.»
У огляді «Den of Geek» Бернардом Боо в огляді зазначено: «Телевізійна адаптація Fallout від Prime Video робить те, чого ніколи не було в іграх легендарної франшизи — ставить розповідь понад усе. Шоу справді з любов'ю відтворює ядерну Пустку у спосіб, який залишається вірним серіалу. Але історія абсолютно нова та неочікувано спонукає до роздумів. Телевізійні персонажі набагато складніші, ніж їхні аналоги у відеоіграх. Хоча, чесно кажучи, вони мають перевагу в тому, що їм не доводиться стояти неприродно нерухомо, дивлячись прямо в камеру, коли є що сказати.»
Оглядач «Slant Magazine» Нів Султан писав: «Fallout зображує чудеса й жахи каліфорнійської пустки — повністю отруєної пустелі мутованих тварин і тимчасових спільнот — із проникливою перспективою та вражаючою спритністю тону. Це абсурдистське, жахливе та еклектично смішне дослідження нестримної корпоратизації, військового індустріалізму та життя після кінця часів.»
Для вебсайту «The A.V. Club» Вільям Гаджес зазначав: «Протягом восьми епізодів цей серіал був водночас карколомним і смішним, щиро зворушливим і жахливо жорстоким. Структурно це щось на кшталт мутованого безладу, який відчайдушно потребує очищення деякими доброчинними самаритянами, які, як ми можемо лише сподіватися, зможуть приборкати часто звивисті епізоди у більш зосереджені форми. Незважаючи на це, серіал виключно високих максимумів і лише випадкових відвертих провалів або нудних плям. Як і в іграх, з яких він бере початок, у ньому є великі, дивні ідеї про людяність, надію та гумор. І серіал виражає їх в шалено цинічний у спосіб, який ніколи не переходить у відчай. Це не лише хороша адаптація, але й чудова історія сама по собі. І всього цього достатньо, щоб ми щиро сподівалися — цей світ не закінчиться найближчим часом.»

## Музичний супровід
Музику до епізоду написав Рамін Джаваді. В епізоді звучало багато пісень, зокрема «I Don't Want to See Tomorrow» Нета Кінга Коула і «We Three (My Echo, My Shadow and Me)» «The Ink Spots».

## Знімались
| Актор               | Роль                |
| ------------------- | ------------------- |
| Елла Пернелл        | Люсі                |
| Аарон Мотен         | Максимус            |
| Кайл Маклаклен      | Генк Маклін         |
| Мойзес Аріас        | Норм                |
| Кселія Мендес-Джонс | Дейн                |
| Волтон Гоггінс      | Гуль                |
| Саріта Чоудрі       | Лі Молдевер         |
| Френсіс Тернер      | Барб                |
| Майкл Еспер         | Бад                 |
| Майкл Крістофер     | Клірик Квінт        |
| Майкл Мулгерен      | Фредерік Сінклейр   |
| Рафі Сілвер         | Роберт              |
| Джеймс Яегаші       | Леон                |
| Ребекка Вотсон      | Джулія              |
| Прінсес Бей         | молода Бетті Пірсон |
| Еллі Вертес         | молода Роуз Маклін  |
| Челсі Рейтер        | Роуз Маклін-гуль    |
| Пітер Бресінгер     | звільнений гуль     |